# Dunkirk (ville, New York)
Pour les articles homonymes, voir Dunkirk.
Dunkirk est une cité (city) dans l’État de New York et le comté de Chautauqua aux États-Unis.
La population était de 12 743 habitants lors du recensement de 2020.
La cité (city) de Dunkirk est entourée par la ville (town) de Dunkirk. Dunkirk est situé au bord du lac Érié et partage une frontière commune avec le village de Fredonia.

## Histoire
La cité de Dunkirk a été créée en 1880. Son nom provient de la commune de Dunkerque en France du fait de la ressemblance de leurs ports[réf. nécessaire]
.

## Transport
Dunkirk possède un aéroport (Dunkirk Airport, code AITA DKK), une gare d'Amtrak (Dunkirk (Amtrak station) code : DUK) et un tramway.

## Économie

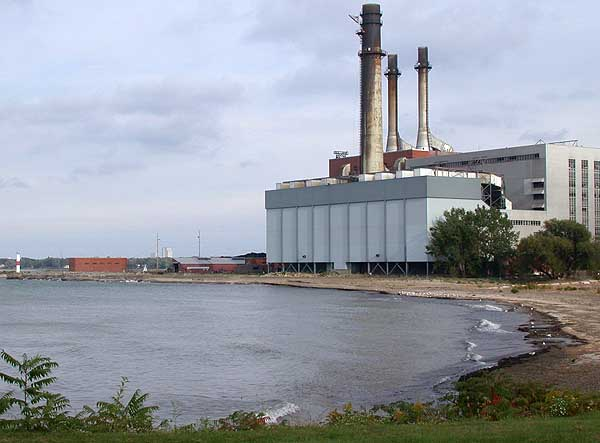
Centrale électrique NRG Energy le long du Lac Érié.

La société American Locomotive Company, plus souvent appelée Alco, est un constructeur de locomotives des États-Unis d'Amérique qui fut créée en 1901 par fusion de plusieurs petits constructeurs américains, dont la Brooks Locomotive Works de Dunkirk.

## Culture
À Dunkirk se trouve un observatoire astronomique (fondé en 1897) faisant partie de l'Observatoire Clarke avec celui d'Alliance (Ohio) (fondé en 1923).

## Personnalités liées à la municipalité
- H.B. Halicki est un acteur, scénariste, producteur et réalisateur américain né le 18 octobre 1940 à Dunkirk, New York (États-Unis), décédé le 20 août 1989 à Tonawanda (New York).
- Chris Poland, ancien guitariste du groupe Megadeth, a exercé ses premiers talents dans un groupe de jazz/rock local appelé Welkin, alors qu'il est au lycée de Dunkirk.
- Gar Samuelson, ancien batteur du groupe Megadeth.